# Primitiv religion
Primitiv religion er en samlebetegnelse for en række religioner, som i tidligere tider er blevet dyrket (og til en vis grad stadig dyrkes) af jægere og samlere, agerbrugersfolk og nomadefolk. Primitiv religion kaldes også naturfolks religion for at understrege, at religionen hos disse folk er et udtryk for deres tætte samliv med og store afhængighed af naturen. Et tredje udtryk er skriftløse folks religion.
Udtrykket "primitiv" bruges her, fordi det er det oftest benyttede udtryk blandt lægmænd og også benyttet af markante religionsforskere som f.eks. Vilhelm Grønbech. Med udtrykket "primitiv" menes "oprindelig", ikke "simpel". Primitiv religion er den oprindelige religionsform i religionshistorien - den religionsform, som eksisterede før de store verdensreligioner (jødedom, kristendom, islam, hinduisme, buddhisme, taoisme og konfucianisme) opstod.
Der har fandtes hundredvis af primitive religioner, for eksempel hos inuitter, Amerikas oprindelige folk, afrikanske stammefolk og aboriginere. De er forskellige, men har alligevel nogle fællestræk. Nedenfor redegøres der for disse fællestræk.

## Kaos og kosmos
For det primitive menneske er verden kaos. Vilhelm Grønbech beskriver det primitive menneskes oplevelse af kaos som ”et kaos af lyd og lys og former, som vælder frem i uskelnelige masser. Skyer og træer, springende, krybende og flyvende dyr kommer til syne blinkagtigt, for straks at tabe sig i intet”. Det primitive menneske oplever i øvrigt, at det selv er en del af af dette kaos – hvilket ifølge Grønbech udmønter sig i angst.
Det primitive menneske søger at skabe orden i kaos. Det sker ved at skabe kosmos - den ordnede verden (det modsatte af kaos). Det primitive menneske mener bogstaveligt, at det skaber verden. Verden skabes i kulten, dvs. i et indviklet system af ritualer. Et vigtigt ritual i kulten er således nytårsfesten, hvor det primitive menneske sammen med sin stamme fornyer verden efter det forløbne års udløb. Hvis ritualet ikke udføres korrekt, vil verden ifølge det primitive menneske gå under, for kaos truer konstant.

## Mana og væsen
For det primitive menneske er kaos fyldt med kraft. Kosmos, der er bygget ud af kaos, får kraft fra kaos, men har som nævnt brug for fornyelse. I den verden, som møder det primitive menneske, har hver ting en kraft – eller med et udtryk, der er lånt fra polynesisk religion: mana. Nogle ting har mere mana end andre, f.eks. en sjælden sten, et særlig højt bjerg eller en særlig betydningsfuld person som høvdingen.
Ting af samme art har den samme slags mana. Alle ulve har den samme mana: de er snu. Derfor er en ulv ikke kun en ulv, men for det primitive menneske snarere en repræsentation af ulven som art og dens kraft. I den enkelte ulv er ulve-manaen.
Det samme gælder for mennesker. Et menneske er ikke et unikt væsen, men en repræsentation af sin familie, sin stamme, og det har i sig sin stammes særlige kraftfulde egenskaber som f.eks. evnen til at jage, evnen til at skabe fred eller evnen til at fortælle myter. Det primitive menneske er sin stamme, så at sige.
Det kan derfor ikke komme på tale, at man danner sig sin egen mening om tilværelsen, sådan som nutidens mennesker gør. Det er traditionen, der fortæller det primitive menneske, hvad det skal tro på, og især hvad det skal gøre: opretholde kulten.
Det primitive menneske mener, at der hører en kraftsfære eller en manasfære til hver ting. En bisonokse og dens omgivelser (græsset og bjergene) hører sammen. Bisonenoksen og dens bevægelser hører sammen. Hvis indianeren gentager bisonoksens bevægelser, vil indianeren få kontakt med bison-kraften.
Det samme gælder for mennesker. Menneskets kraft overføres til dets tøj, til dets redskaber, til dets ord og dets navn. Udveksling af gaver er ikke blot et symbol på venskab. De primitive giver gaver for at forene hinandens mana. Det primitive menneske bærer amuletter – ting, der ligner noget, f.eks. et billede af en ørn, eller som har været del af noget, f.eks. en bjørneklo – for at få del i mana. Eller man dyrker genstande, såsom særlige sten eller træfigurer, fordi man mener, der er meget mana i dem – de såkaldte feticher.

## Tabu
For det primitive menneske er der et stort skel mellem kosmos og kaos. Hvor der ikke er kosmos, er der kaos. Der er steder, dyr og genstande, som ikke er inddraget i den primitives kosmos. De er fyldt med kraft, som er farlig, og de bør undgås, hvis man har sikret sig i forvejen. Et klassisk eksempel på et kaos-sted er ørkenen, som er ubeboelig, og som ikke kan omdannes til kosmos.
Men der er også skel mellem manasfærer. Nogle genstande, steder, ord eller perioder har en mana, der er farlig. I så fald er der bestemte regler, der skal overholdes for at omgås disse genstande. Måske er det helt forbudt at røre eller se dem – de er i så fald tabu. Høvdinge betragtes ofte som mennesker, der har en meget stor kraft og som derfor skal omgås med varsomhed. Kvindearbejde og mandearbejde kan være skarpt adskilte. I mange stammereligioner er kvinders menstruationsperiode farlig. Et menneskes eksistens er delt op i perioder: barndom – manddom – ægteskab – død, og hver periode har sit område. Der skal særlige handlinger til – de såkaldte overgangsritualer – for at sikre, at man kommer sikkert over i den næste periode.
Hvis reglerne bliver brudt, betyder det død og ulykke – ikke blot for den enkelte, men for hele klanen eller måske for hele klansamfundet, stammen. Døden betragtes typisk som en ulykke, som noget der er unaturligt, som noget der er forårsaget af en forkert eller ond handling.

## Animisme
I ældre religionsforskning, repræsenteret ved E.B. Tylor, mente man, at primitive mennesker anså enhver ting – en sten, luften, solen, osv. – for at være besjælet med sin særlige ånd. Dette har blandt andet Gerardus van der Leeuw afvist. Man gør i dag gældende, at primitive mennesker både ser naturen som fyldt med upersonlig kraft, den såkaldte dynamisme, og at der også er ånder – teorien om animisme.
I de (mange) tilfælde, hvor primitive mennesker taler om ånder, er ånderne ikke ubetinget gode eller onde. De er snarere usynlige væsener, der dog kan vise sig i visioner eller drømme. De har en stærk mana, og man kan ofre til dem og få hjælp til at opretholde kosmos.
Mange naturfolk mener, at når man dør, vil sjælen forlade kroppen og få sin egen eksistens som en ånd. Nogle af disse ånder kan have stærk mana. Det gælder især stammens forfædre, som derfor kan hjælpe stammen til at bevare kosmos, hvis man sørger godt for dem i deres efterliv.

## Totemisme
Et særligt fænomen i primitiv religion er totemisme: det fænomen, at der er et særligt forhold mellem en gruppe mennesker og et dyr. Mange stammer mener, at et dyr er deres stamfader. Dyret bærer stammens mana. Hvis dyret forsvinder, så må stammen dø.
En særlig form for totemisme er nagualisme, som betegner forholdet mellem en bestemt person og et dyr. Hos indianerne er der ritualer, hvor et dyr gerne skulle vise sig for den enkelte unge indianer i en vision eller en drøm. Dyret bliver så den unges særlige totemdyr, som han deler mana med og som beskytter ham i hans liv videre frem.

## Magi
På grund af tingenes sammenhæng kan det primitive menneske udøve magi. Magi er en rituel handling, hvor man forsøger at påvirke den fysiske virkelighed. Hvid magi er magi, der benyttes til gode resultater, hvilket i primitiv tankegang især er at sikre sin stammes overlevelse. Sort magi er magi der anvendes for at skade andre.
Ifølge den primitive tanke er del lig helhed. For eksempel er bjørnens sjæl (dens kraft) tilstede i dens klo. Ved at bære en bjørneklo har man derfor del i bjørnens kraft. Et andet eksempel: Når man brænder et hår af et menneske, skader man hele mennesket.
Ifølge den primitive tanke vil ligeartet fremkalde ligeartet. Danser man regndans - dvs. bevæger sig som regn - fremkalder man regn. Skader man en dukke, der ligner en person, skader man personen selv. Den slags magi kaldes imitativ magi (lighedsmagi).
Ifølge den primitive tanke har en genstand del i ejerens kraft. Ved at eje noget fra en person, kan man skade vedkommende.
En amulet er en genstand, der skal beskytte én eller bringe held. Et billede af ens gud eller et religiøst symbol (f.eks. et kors) kan være en amulet. Hos primitive kan en amulet have været del af en genstand, hvis kraft man vil have skal beskytte en, f.eks. en bjørneklo.

## Shamanen
Shaman er et sibirisk ord, der betyder ’den, der ved’. Shamanen er en åndemaner, dvs. en mand eller kvinde, der med sin vilje ændrer sin bevidsthedstilstand, så han eller hun kan kontakte ånderne eller rejse rundt i deres verden for at få kraft eller visdom.
Shamanens ændrede tilstand sker gennem ekstase. Ekstase fremkaldes i den primitive kultur gennem rytmisk musik, sang og dans – ofte med trommen som et vigtigt instrument, for eksempel i inuitisk religion. I ekstasen rejser shamanen rundt i åndeverden, som er yderst farlig. Her kan han kontakte ånder og spørge dem til råds, f.eks. om hvorfor stammen har et dårligt jagtudbytte, hvordan man skal helbrede en syg, eller hvordan man skal få nye kræfter og indsigter. Derefter vender shamanen tilbage til sin normale tilstand for at videregive sin nye viden eller kraft.

## Festen
I religiøs forstand er en fest en ritualiseret begivenhed, hvor man markerer overgangen fra én tidsperiode til en anden. I festen genskaber man kosmos, f.eks. i nytårsfesten, hvor man fornyer verden, så man er sikret mod kaos. I festen træder man uden for den daglige rutine og genoplader sin energi.
Hos primitive mennesker holder man fest for at markere overgangen fra barndom til ungdom. Man holder også årstidsbestemte fester (f.eks. solhvervsfester og fuldmånefester). Og man holder fester for tidspunkter, der er vigtige for et bestemt erhverv. Hos indianerne, der har bjørne som totemdyr, holder man en fest om foråret, hvor bjørnen kommer ud af sit hi, for at give den fornyet energi.